# Schwarzenborn (Knüll)
Schwarzenborn im Schwalm-Eder-Kreis in Nordhessen ist die nach Einwohnerzahl kleinste Stadt und zweitkleinste Gemeinde Hessens.

## Geografie
Schwarzenborn liegt im Schwalm-Eder-Kreis etwa 13,5 km südlich der Kreisstadt Homberg (Efze). Die Stadt umfasst neben der im Westen des Stadtgebiets gelegenen Kernstadt auch den östlich befindlichen und einzig weiteren Stadtteil Grebenhagen.

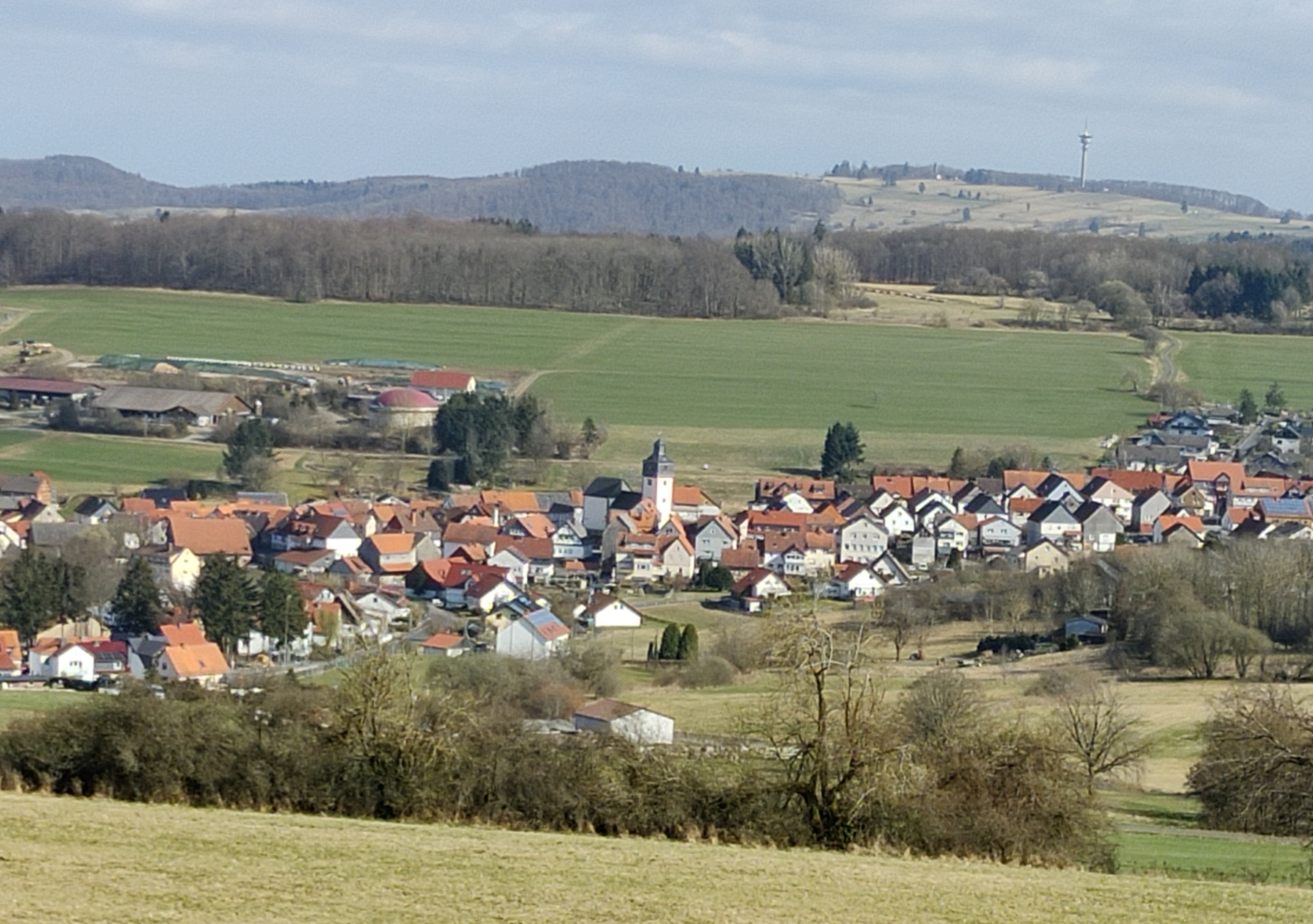
Blick über die Kernstadt Schwarzenborn

Das Stadtgebiet nimmt einen wesentlichen Teil der Hochlagen des Knüllgebirges, Hochknüll genannt, ein. Die zweithöchste Erhebung des Gebirges, das 634 m hohe Knüllköpfchen, liegt rund 1800 Meter westlich der Stadtmitte. Dort und am 598 m hohen Wilsberg entspringen die Quellbäche der Efze, die sich im Stauweiher Knüllteich, örtlich auch Schwarzenbörner Teich genannt, (537,1 m) sammeln, bevor der kleine Fluss nach rund fünf Kilometern Fließstrecke östlich der Kernstadt den Stadtteil Grebenhagen erreicht.

## Nachbargemeinden
Schwarzenborn grenzt im Nordwesten an die Gemeinde Frielendorf, im Norden an Homberg, im Nordosten an die Gemeinde Knüllwald (alle drei im Schwalm-Eder-Kreis), im Osten an die Gemeinde Neuenstein (Landkreis Hersfeld-Rotenburg), im Süden an die Gemeinde Oberaula, sowie im Westen an die Stadt Neukirchen (beide im Schwalm-Eder-Kreis).

## Geschichte

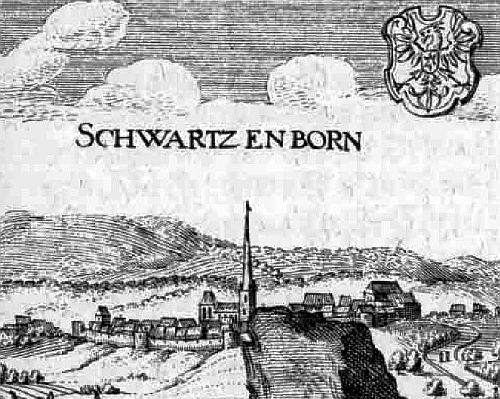
Schwarzenborn – Auszug aus der Topographia Hassiae von Matthäus Merian 1655

Aus dem 12. Jahrhundert stammt die Benennung einer Flur als „Suarcenbrunnen“, 1311 ist „Swarzenburnen“, vermutlich damals schon jene Ansiedlung, die 1329 in einer Urkunde des Klosters Immichenhain als „oppidum“ „Svarcinburrin“ belegt ist. Die planvolle Stadtanlage geschah vor der ersten urkundlichen Nennung durch die Grafen von Ziegenhain, die hier gleichzeitig eine Burg als östlichen Standort ihres Territoriums errichteten. Mit dem Bau der Pfarrkirche wurde zur selben Zeit begonnen; bereits 1311 ist ein Pleban als Geistlicher bezeugt, und ein Friedhof wird 1364/67 genannt. Die Stadt war im ausgehenden Mittelalter Sitz des Amtes Schwarzenborn. Die Herrschaft fiel mit dem Tod des letzten Grafen von Ziegenhain 1450 an die Landgrafschaft Hessen. Ab 1465 waren die von Dörnberg Patrone der Kirche. Der Stadtbrand von 1469 zerstörte große Teile der Stadt, die Burg und Teile der unweit gelegenen Kirche. In einem weiteren Brand von 1517 brannte die Stadt bis auf sechs Häuser ab, wobei wohl die Kirche wieder nur teilweise zerstört wurde. Um 1530 trat man zum evangelischen Bekenntnis über; von etwa 1530 bis etwa 1567 ist Michael Horn als erster evangelischer Pfarrer belegt. Der Wechsel zum reformierten Bekenntnis erfolgte 1607. 1636 und 1697 verheerten weitere Brände die Stadt. Um 1830/35 wurde die mittelalterliche Stadtummauerung mit Ober- und Untertor abgebrochen.
1936 errichtete die Wehrmacht den Truppenübungsplatz Schwarzenborn, auf dessen Gelände nach dem Ende des Zweiten Weltkriegs unter anderem ein DP-Lager und eine Lungenheilstätte untergebracht waren, bis 1955 die Bundeswehr das Areal übernahm. Mit Wirkung zum 1. Januar 2014 wurde aus dem Truppenübungsplatz ein Standortübungsplatz.
Am 1. Januar 1974 wurde im Zuge der Gebietsreform in Hessen die bis dahin eigenständige Gemeinde Grebenhagen aus dem Landkreis Fritzlar-Homberg kraft Landesgesetz in die Stadt Schwarzenborn eingemeindet. Gleichzeitig wechselte die Kreisangehörigkeit der Gemeinde vom aufgelösten Landkreis Ziegenhain zum neu gegründeten Schwalm-Eder-Kreis.

## Kirchen

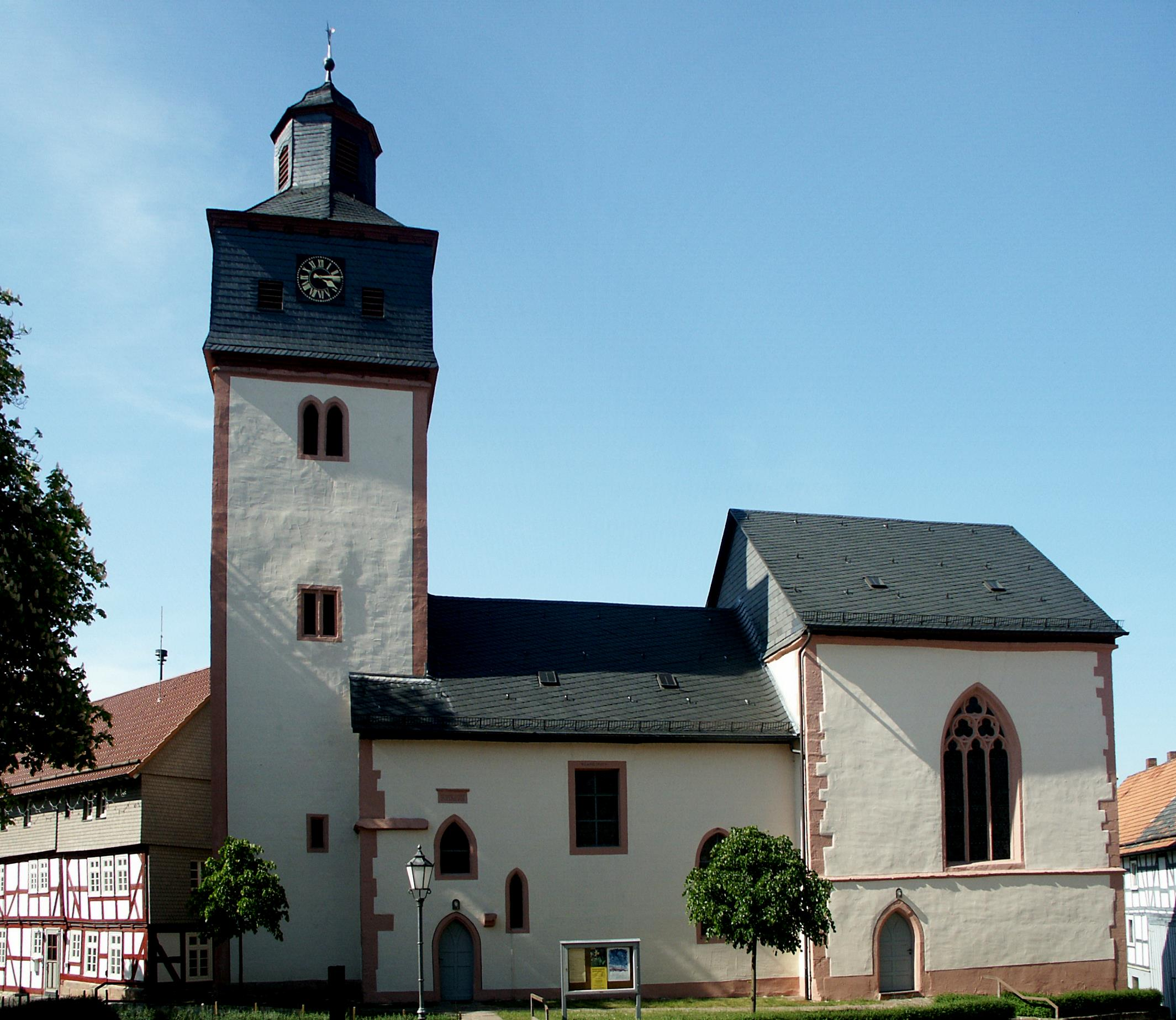
Evangelisch-reformierte Kirche Schwarzenborn

Baulich wird das Ortsbild der Kernstadt von der evangelischen Kirche dominiert. Das Gebäude besteht aus einem hohen, gewölbten Chor, einem zurückspringenden Langhaus mit Flachdecke und einem noch schmaleren, eingestellten Westturm. Mit dem Bau der Kirche wurde zeitgleich zur Anlage der Stadt im frühen 14. Jahrhundert begonnen. In Chor, Langhaus und Turm finden sich ältere Bauteile, wobei der Chor weitgehend ursprünglich ist, das Langhaus nach den Bauinschriften von 1579 und 1750 erheblich verändert wurde, der Turm aber bis 1673 (Datum der älteren Wetterfahne) das heutige Glockengeschoss mit flachem Dach und achteckigem Abschluss anstelle des steilen Turmhelmes der Spätgotik erhielt. Im Inneren ist die Kirche durch die Ausstattung des 18. und 19. Jahrhunderts geprägt: eine Empore an der Nordseite des Chorseite, die Empore an Nord- und Westseite des Langhauses sowie die Kanzel aus der Zeit vor 1700. Während der 1996 begonnenen Grundsanierung wurde bei Arbeiten im Innenraum eine fragmentarisch erhaltene Wandmalerei des frühen 15. Jahrhunderts freigelegt.

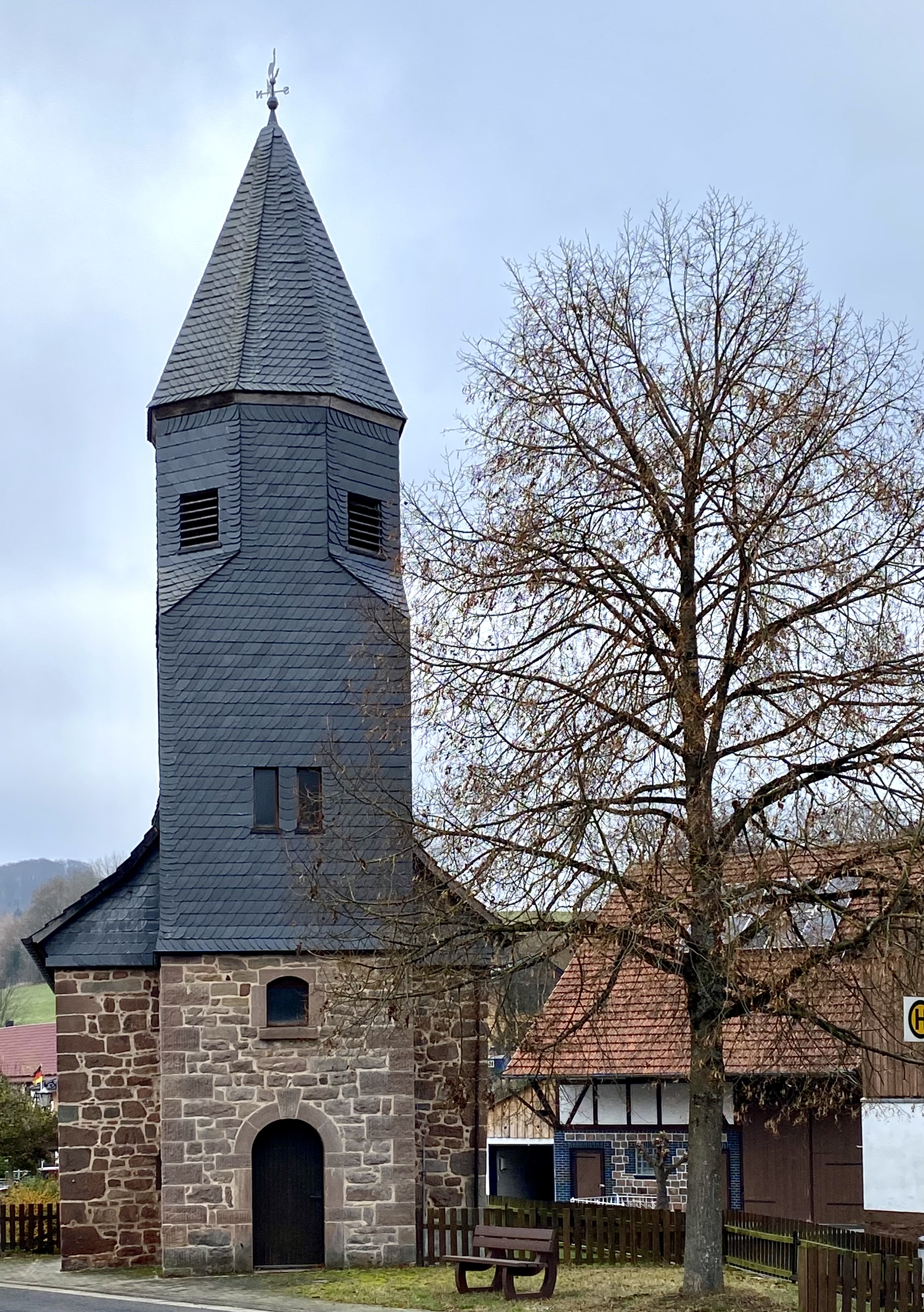
Kirche Grebenhagen

In den beiden Stadtteilen bestehen die evangelisch-reformierten Kirchengemeinden Schwarzenborn und Grebenhagen. Zum Kirchspiel Schwarzenborn gehören seit dem 1. November 2010 zudem die Kirchengemeinden Christerode und Hauptschwenda. Zur Kirchengemeinde Schwarzenborn zählt auch das 1900 erbaute Julius-Paulus-Haus, das als Pfarrhaus dient. An der Hauptstraße des Stadtteils Grebenhagen steht eine kleine evangelische Kirche. Sie wurde überwiegend im 16. und 18. Jahrhundert erbaut, weist aber auch Spuren eines Vorgängerbaus aus der romanischen Zeit auf. Bis zum Jahr 1899 gehörte Grebenhagen zur Pfarrei Raboldshausen. Grebenhagen wurde anschließend seelsorgerlich von Schwarzenborn versorgt und ist organisatorisch seit 1913 in die Pfarrei Schwarzenborn eingegliedert.
Katholische Christen gehörten bis 2018 der katholischen Kirchengemeinde St. Adalbert in Neukirchen an. Nach einer Gemeindezusammenlegung wurde diese 2019 zu einer Filialkirche der katholischen Kirchengemeinde „St. Josef, Schwalmstadt-Neukirchen“ in Ziegenhain.
In Schwarzenborn befindet sich neben einer Kapelle der Christus-Gemeinde der reformierten Episkopalkirche auch der Sitz ihres Bistums der Anglikanischen Kirche in Deutschland unter Bischof Gerhard Meyer.

## Politik

### Stadtverordnetenversammlung
Die Kommunalwahl am 14. März 2021 lieferte folgendes vorläufiges Ergebnis, in Vergleich gesetzt zu früheren Kommunalwahlen:
| Stadtverordnetenversammlung – Kommunalwahlen 2021                                                                                         | Stadtverordnetenversammlung – Kommunalwahlen 2021           |
| --- | ----------------------------------------------------------- |
| StimmenanteilWahlbeteiligung 55,7 % 50403020100 40,0 (−2,0)31,6 (+4,3)28,4 (−2,4) SPDUBLbCDU20162021Anmerkungen:b Unabhängige Bürgerliste | SitzverteilungInsgesamt 15 Sitze - SPD: 6 - UBL: 5 - CDU: 4 |

| Parteien und Wählergemeinschaften | Parteien und Wählergemeinschaften           | % 2021 | Sitze 2021 | % 2016 | Sitze 2016 | % 2011 | Sitze 2011 | % 2006 | Sitze 2006 | % 2001 | Sitze 2001 |
| --------------------------------- | ------------------------------------------- | ------ | ---------- | ------ | ---------- | ------ | ---------- | ------ | ---------- | ------ | ---------- |
| SPD                               | Sozialdemokratische Partei Deutschlands     | 40,0   | 6          | 42,0   | 6          | 39,8   | 6          | 43,0   | 6          | 41,4   | 6          |
| UBL                               | Unabhängige Bürgerliste                     | 31,6   | 5          | 27,3   | 4          | 24,0   | 4          | 24,5   | 4          | 19,1   | 3          |
| CDU                               | Christlich Demokratische Union Deutschlands | 28,4   | 4          | 30,8   | 5          | 36,2   | 5          | 32,5   | 5          | 39,5   | 6          |
| Gesamt                            | Gesamt                                      | 100    | 15         | 100    | 15         | 100    | 15         | 100    | 15         | 100    | 15         |
| Wahlbeteiligung in %              | Wahlbeteiligung in %                        | 55,7   | 55,7       | 60,5   | 60,5       | 65,3   | 65,3       | 68,8   | 68,8       | 82,6   | 82,6       |

### Bürgermeister
Nach der hessischen Kommunalverfassung wird der Bürgermeister für eine sechsjährige Amtszeit gewählt, seit dem Jahr 1993 in einer Direktwahl, und ist Vorsitzender des Magistrats, dem in der Stadt Schwarzenborn neben dem Bürgermeister ehrenamtlich ein Erster Stadtrat und fünf weitere Stadträte angehören. Bürgermeister ist seit dem 1. Mai 2017 Jürgen Liebermann (SPD), der in der Kommunalpolitik bis dahin Fraktionsvorsitzender seiner Partei war. Der Amtsvorgänger Jürgen Kaufmann (SPD) wechselte in seiner dritten Amtszeit am 1. November 2016 als Erster Kreisbeigeordneter zum Schwalm-Eder-Kreis. Danach leitete Erster Stadtrat Armin Heß die Stadtverwaltung kommissarisch und die Wahl eines neuen Bürgermeisters musste vorgezogen werden. Jürgen Liebermann erhielt am 29. Januar 2017 im ersten Wahlgang bei 57,8 Prozent Wahlbeteiligung 55,0 Prozent der Stimmen. Es folgte eine Wiederwahl ohne Gegenkandidaten im November 2022.
Amtszeiten der Bürgermeister
- 2017–2029 Jürgen Liebermann (SPD)[13]
- 2001–2016 Jürgen Kaufmann (SPD) (Amtsantritt 1. März 2001, Weggang am 1. November 2016 als Erster Kreisbeigeordneter zum Schwalm-Eder-Kreis; Erster Stadtrat Armin Heß leitete die Stadtverwaltung danach kommissarisch.)[14]
- 1983–2001 Karl-Heinz Möller (CDU)

Der Zusammenschluss der Stadt Schwarzenborn mit der Gemeinde Grebenhagen zum Jahresbeginn 1974 schuf Voraussetzungen, um die ständig wachsenden Anforderungen an die Professionalität der Kommunalverwaltung künftig zu meistern. Dennoch blieb die Stelle des Bürgermeisters bis 1983 mit Karl-Heinz Möller ehrenamtlich besetzt. Erst zum 1. März 1983 konnte er als hauptamtlicher Bürgermeister der Stadt Schwarzenborn gewählt und ernannt werden.

### Städtepartnerschaften
Seit dem 7. Mai 2005 besteht eine Partnerschaft mit der Gemeinde Saint-Gervais-sur-Roubion in Frankreich.

## Kultur
Für die Kulturdenkmäler der Stadt siehe die  Liste der Kulturdenkmäler in Schwarzenborn (Knüll).
In Schwarzenborn wird die Tradition der Schwarzenbörner Streiche gepflegt, bei denen es sich um Geschichten nach Art der Schildbürgerstreiche handelt.

## Wirtschaft und Infrastruktur
Mit der Knüll-Kaserne und dem ausgedehnten Übungsplatz ist die Stadt ein traditionsreicher Bundeswehrstandort, der seit 1. Juli 2006 vom Jägerregiment 1 genutzt wird. Mit etwa 300 zivilen Arbeitsplätzen ist die Bundeswehr der größte Arbeitgeber am Ort.
Schwarzenborn verfügt unter der Adresse Eselsweg 1 über ein kommunal geführtes Medizinisches Versorgungszentrum. Es umfasst auch den Stützpunkt eines Ambulanten Pflegedienstes. In privater Trägerschaft wird am Nordrand der Kernstadt ein Seniorenpflegeheim betrieben.
Die evangelische Kirchengemeinde betreibt in Schwarzenborn den „Kindergarten Sonnenstrahl“. Einzige Schule am Ort ist die Grundschule „Knüllköpfchenschule“. Innerhalb des Dorfgemeinschaftshauses Grebenhagen ist ein Jugendraum eingerichtet.
In der Nähe des Stadtteils Schwarzenborn besteht die seit 2006 private Jugendherberge Freizeit- und Bildungsstätte „Boglerhaus“ Hoher Knüll. Sie umfasst auch ein Restaurant und eine Tagungsstätte. Sie befand sich früher in Trägerschaft des Schwalm-Eder-Kreises und ist benannt nach dem Maler Friedrich Wilhelm Bogler, der seit 1929 zurückgezogen auf dem Knüllkopf lebte.

### Verkehr
Das Stadtgebiet von Schwarzenborn wird durch verschiedene Landesstraßen für den überörtlichen Verkehr erschlossen. Die Landesstraße 3155 verbindet beide Stadtteile untereinander und nach Osten mit der zwölfeinhalb Kilometer entfernten Anschlussstelle Hersfeld-West der Bundesautobahn 7 (Kassel–Würzburg).
Über den Bahnhof Schwalmstadt-Treysa (21 km nach Westen) und den Bahnhof Bad Hersfeld (24 km nach Osten) ist Schwarzenborn an das Schienennetz angebunden.

## Bundeswehr

Logo der Bundeswehr

1899 begannen die ersten Verhandlungen zur Errichtung eines Truppenübungsplatzes. Damals lehnten jedoch die Stadt selbst und die Landwirte dieses Vorhaben ab. Während der Weimarer Republik nutzte die Reichswehr die Flächen für Gelände- und Marschübungen. Schwarzenborn war dann ab Mitte 1930er Jahre Truppenübungsplatz und ab 1976 Garnisonsstadt. 1959 begann man mit der Aufstellung des Panzergrenadierbataillons 51 im neuen Lager, da sich Politiker auf Bundes- und Landesebene um eine Garnison auf dem Knüll bemüht hatten. Dies Bataillon wechselte aber bald nach Rotenburg a. d. F. und das Panzergrenadierbataillon 132 wurde 1961 von Wetzlar in das neue Lager in Schwarzenborn verlegt. 1962 begann es mit der Durchführung des Ausbildungsauftrages „Allgemeine Grundausbildung“. 1973 wurde es in Jägerbataillon 132 umbenannt.
1981 wurde das Jägerbataillon 132 in das Panzergrenadierbataillon 152 umbenannt und umgegliedert. Die Aufstellung des Jägerregiments 1 erfolgte ab 2006 aus dem aufzulösenden Panzergrenadierbataillon 152.
Die Aufstellung des Jägerbataillon 1 fand am 9. Juli 2015 statt, das Jägerregiment 1 hingegen wurde bereits am 25. Juni aufgelöst.
- Jägerregiment 1 (JgRgt 1, später JgBtl 1)
- Truppenübungsplatz Schwarzenborn

## Persönlichkeiten
- Adolf Martin Ritter (1933–2025), evangelischer Theologe, Kirchenhistoriker und Hochschullehrer, geboren in Schwarzenborn
- Wilfried Schöntag (* 1942 in Schwarzenborn (Knüll)), Historiker und Archivar